# Spathius leshii
Spathius leshii är en stekelart som beskrevs av Sergey A. Belokobylskij 1998. Spathius leshii ingår i släktet Spathius och familjen bracksteklar. Inga underarter finns listade i Catalogue of Life.